# Abacetus aenigma
Abacetus aenigma es una especie de escarabajo terrestre de la subfamilia Pterostichinae. Fue descrito por Maximilien Chaudoir en 1869 y se encuentra en varios países de Asia.  La especie se encuentra en Camboya, China, Laos y Vietnam. 